# Habreuresis recta
Habreuresis recta är en spindelart som beskrevs av Alfred Frank Millidge 1991. Habreuresis recta ingår i släktet Habreuresis och familjen täckvävarspindlar. Inga underarter finns listade i Catalogue of Life.